# Crocus (réacteur)
 (juillet 2018).
Pour les articles homonymes, voir Crocus (homonymie).

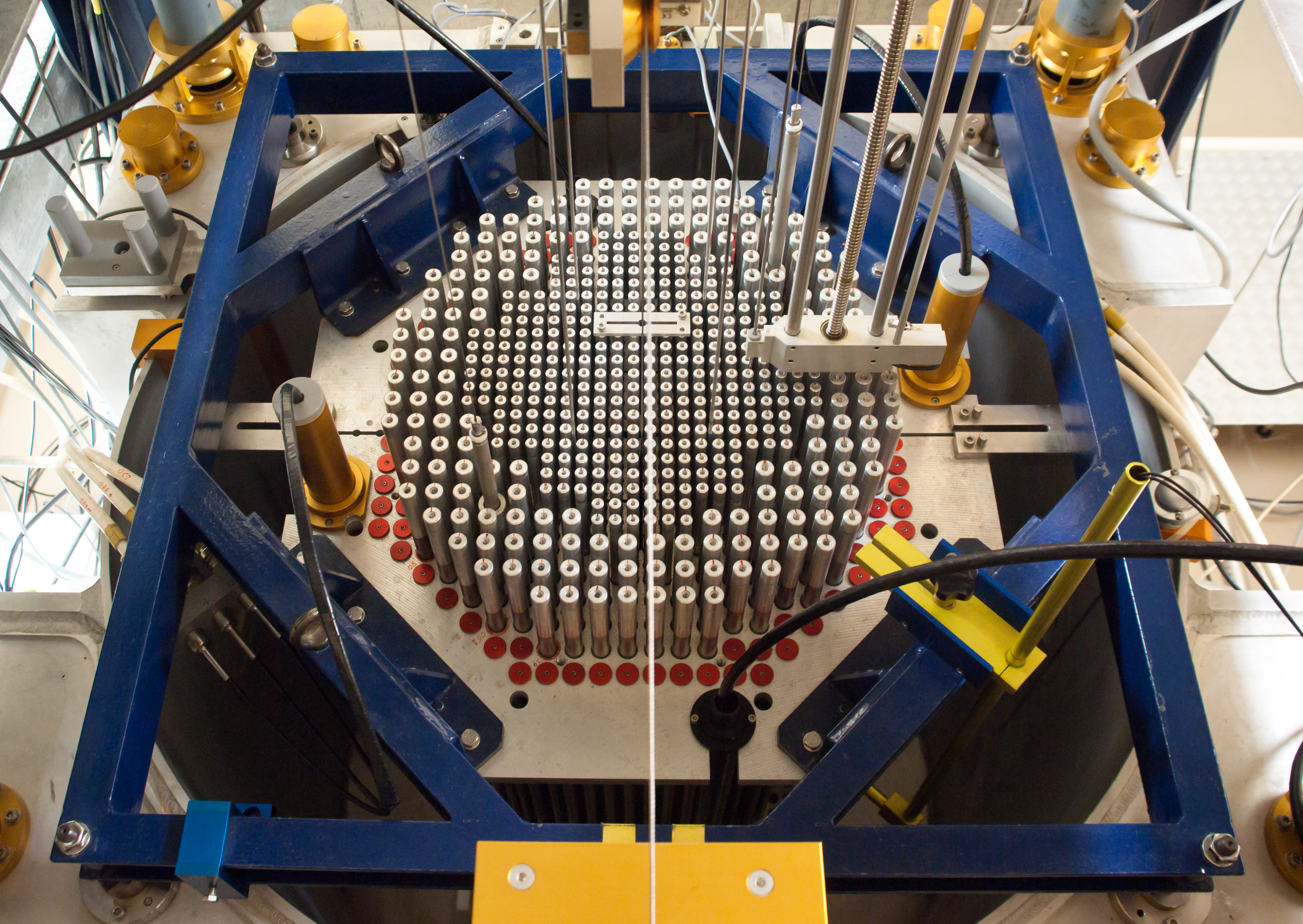
Cœur du réacteur CROCUS.

Le réacteur CROCUS est un réacteur nucléaire expérimental miniature de recherche et d'enseignement dit « de puissance nulle » situé à l'École polytechnique fédérale de Lausanne, en Suisse.

## Historique
Le réacteur CROCUS est conçu dans les années 1960 au sein de l'Institut de Génie Atomique de l'École polytechnique fédérale de Lausanne. 
Depuis l'arrêt définitif du réacteur PROTEUS de l'Institut Paul Scherrer en 2011, il est le seul réacteur de recherche en Suisse. Il est par ailleurs le seul réacteur nucléaire en Suisse romande depuis le démantèlement du réacteur de recherche de l'Université de Genève en 1989.
La connotation florale de son nom est partagée par une installation adjacente de production de neutrons appelée LOTUS. Depuis démantelée, elle visait à l'étude des couvertures fertiles des réacteurs à fusion grâce à un générateur Deutérium-Tritium.

## Caractéristiques
CROCUS est un réacteur modéré à l'eau légère déminéralisée destiné à l'enseignement de la physique des réacteurs et à l'expérimentation.
CROCUS possède un cœur de forme cylindrique à deux zones d'1 m de hauteur et d'environ 60 cm de diamètre. La zone centrale est composée de 336 barreaux de dioxyde d'uranium enrichi à 1.8%, et la zone périphérique de 176 barreaux d'uranium métallique enrichi à 0.95%, les gaines des barreaux étant en aluminium,.
Sa puissance maximale autorisée est de 100 W, mais il est utilisé en moyenne à des puissances de l'ordre du watt, faisant de lui un réacteur à puissance nulle : la puissance produite ne suffit pas à augmenter la température de l'eau dans le cœur et celui-ci ne nécessite donc pas de refroidissement actif, bien qu'un tel système soit tout de même installé.
Un avantage majeur de sa faible puissance est la faible activation de l'enceinte du réacteur qui peut être visitée peu de temps après que le réacteur a été mis à l'arrêt.
La sûreté du réacteur est assurée par six systèmes indépendants, dont 4 vases d'expansion qui permettent la vidange rapide du modérateur, et 2 barres cruciformes de sûreté en cadmium s'insérant dans le cœur entre les barreaux combustibles par simple gravité. Chacun de ces systèmes est individuellement capable de rendre le réacteur sous-critique en moins d'une seconde. Étant un réacteur à puissance nulle, la vidange de l'eau servant de modérateur ne menace pas le refroidissement du cœur.
Le réacteur peut être piloté de deux manières distinctes, l'une utilisant les barres de contrôle et l'autre le niveau d'eau de la cuve, dont la position peut être finement ajustée au moyen d'un déversoir.